# سس پنیرآبی
سس پنیر آبی یک سس جانبی محبوب، سس سالاد و دیپ در ایالات متحده است. معمولاً از ترکیبی از پنیر آبی، سس مایونز و آب دوغ، خامه ترش یا ماست، شیر، سرکه، پودر پیاز و پودر سیر درست می‌شود. یک وینگرت پنیر آبی وجود دارد که از روغن سالاد، پنیر آبی، سرکه و گاهی چاشنی‌ها تشکیل شده‌است.
اکثر تولیدکنندگان و رستوران‌های اصلی سس سالاد در ایالات متحده نوعی سس پنیر آبی تولید می‌کنند. معمولاً به عنوان دیپ با بوفالو وینگز یا کرودیته (سبزیجات خام) سرو می‌شود.

## مصارف آشپزی
علاوه بر این که به عنوان سس سالاد استفاده می‌شود، سس پنیر آبی با تعدادی مواد مانند مرغ، بوقلمون، نان سیر، و ذرت به خوبی جفت می‌شود. می‌توان از آن به عنوان سس برای ساندویچ‌ها یا بسته‌بندی‌ها استفاده کرد یا در دیپ‌ها با مواد دیگری مانند پنیر خامه ای، خامه ترش، و سس تند ترکیب کرد.

## ایمنی و ذخیره‌سازی
جداسازی آب و روغن (ناپایداری امولسیون) یک مشکل بالقوه در سس پنیر آبی است. فساد میکروبی یک نگرانی برای هر نوع غذای فرآوری شده‌است. مطالعات نشان داده‌است که زیگوساکهارومیس بایلی و Lactobacillus fructivorans دو میکروارگانیسم رایج هستند که سس سالاد را خراب می‌کنند. Lactobacillus fructivorans یک بی هوازی اختیاری است که به اسید متحمل است و می‌تواند در مواد غذایی با پی اچ پایین مانند سس پنیر آبی زنده بماند.